# Ligne de Noisy-le-Sec à Strasbourg-Ville
Cet article court présente un sujet plus développé dans : Ligne de Paris-Est à Strasbourg-Ville.
La ligne de Noisy-le-Sec à Strasbourg-Ville est une ligne ferroviaire française longue de 493 kilomètres reliant Noisy-le-Sec — à neuf kilomètres à l'est de la gare de Paris-Est où elle se détache de la ligne de Paris-Est à Mulhouse-Ville — à  Strasbourg-Ville. Elle constitue le tronçon essentiel de l'axe classique de Paris à Strasbourg, avec le court tronçon de Paris-Est à Noisy-le-Sec, officiellement rattaché à la ligne de Paris à Mulhouse.
Ouverte par étapes de 1849 à 1852, elle constitue la ligne n° 070 000 du réseau ferré national.
Elle est doublée par la LGV Est européenne, mise en service en deux phases (en 2007 pour le premier tronçon, et en 2016 pour le second tronçon), également connue sous les noms de ligne nouvelle 6 (LN6) et ligne nouvelle 8 (LN8).